# Prométhée (film, 1908)
Pour les articles homonymes, voir Prométhée (homonymie).
Prométhée est un film muet français réalisé par Louis Feuillade sorti en 1908.

## Distribution
- Renée Carl
- Georges Wague